# 拉傑沙希專區
拉傑沙希專區是孟加拉國8個專區之一，位於該國西北部。西、北、為印度所包圍，南臨恆河，東臨賈木納河。面積34,494.66平方公里，2011年人口18,484,858。首府拉傑沙希。
2010年1月，拆分出朗布尔专区。现下分16縣、57自治市、18,431村。

## 图片

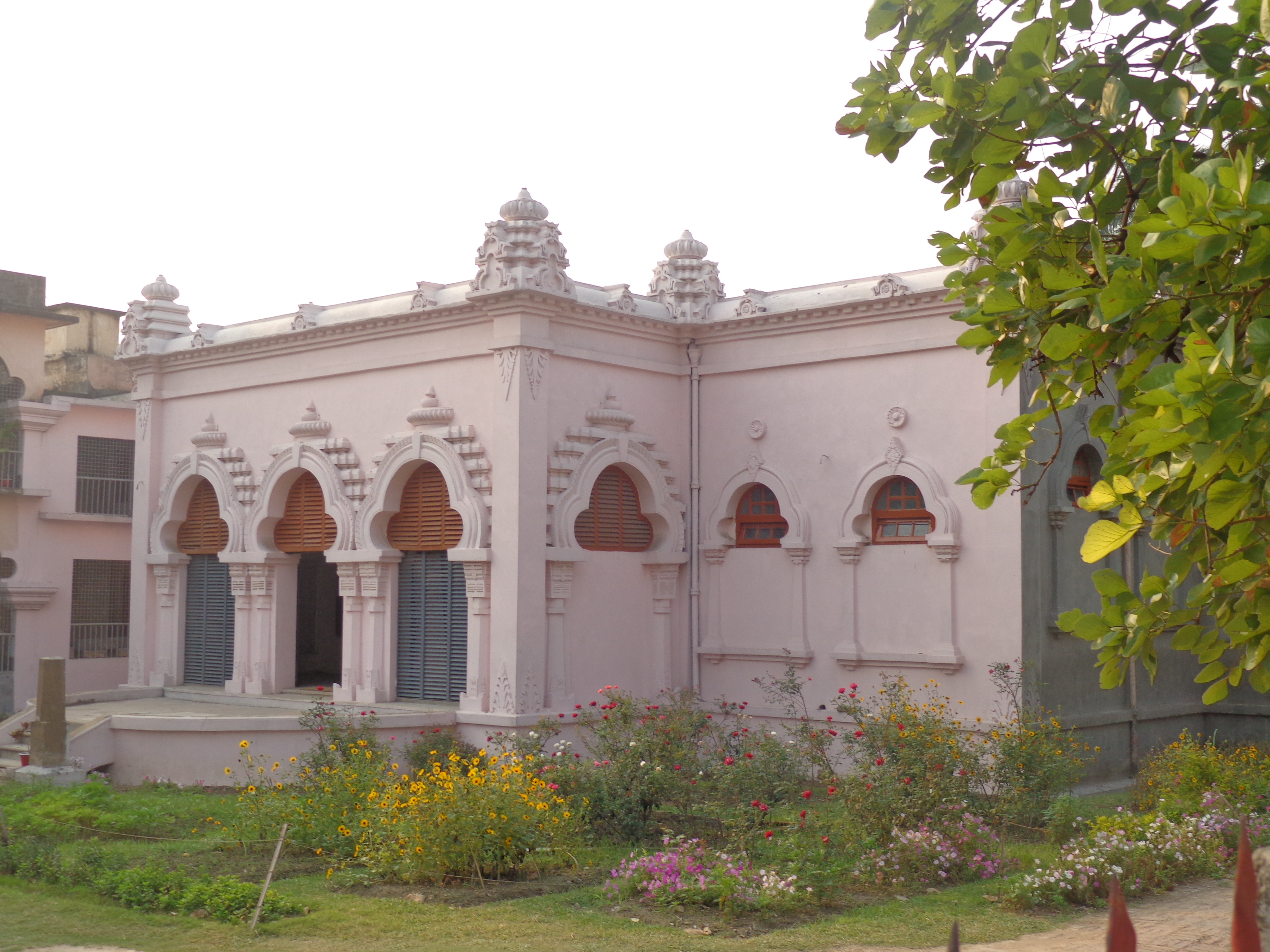
Varendra博物館
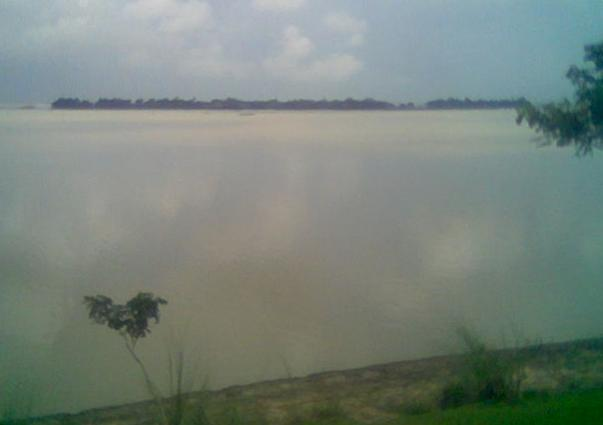
契隆河
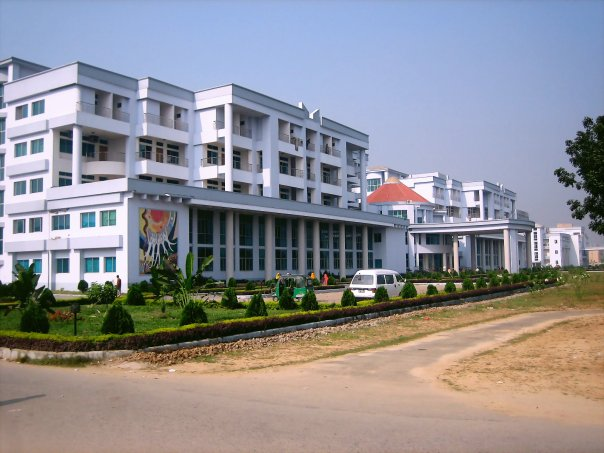
Shaheed Ziaur Rahman醫學院
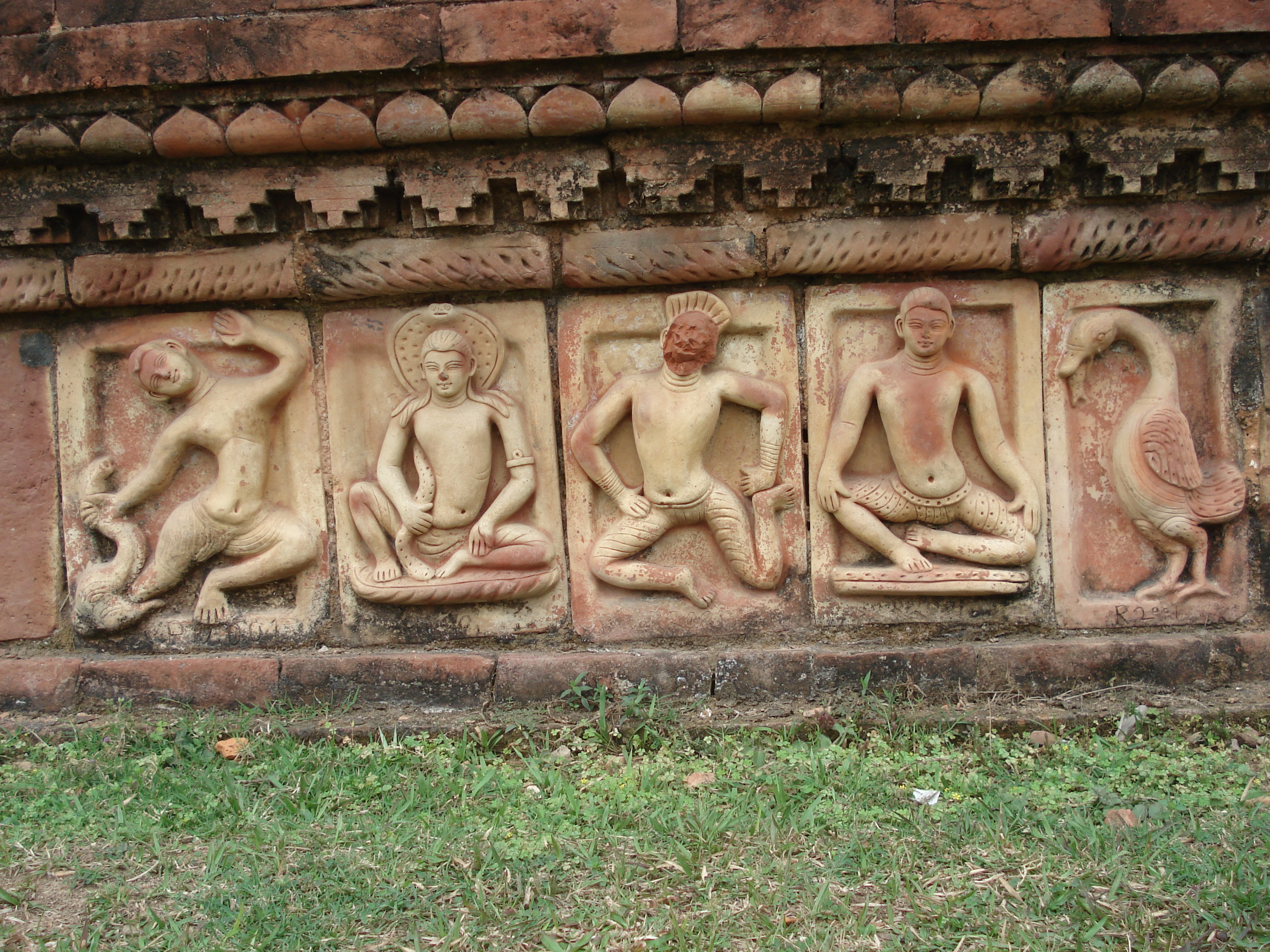
Somapura佛教遺跡
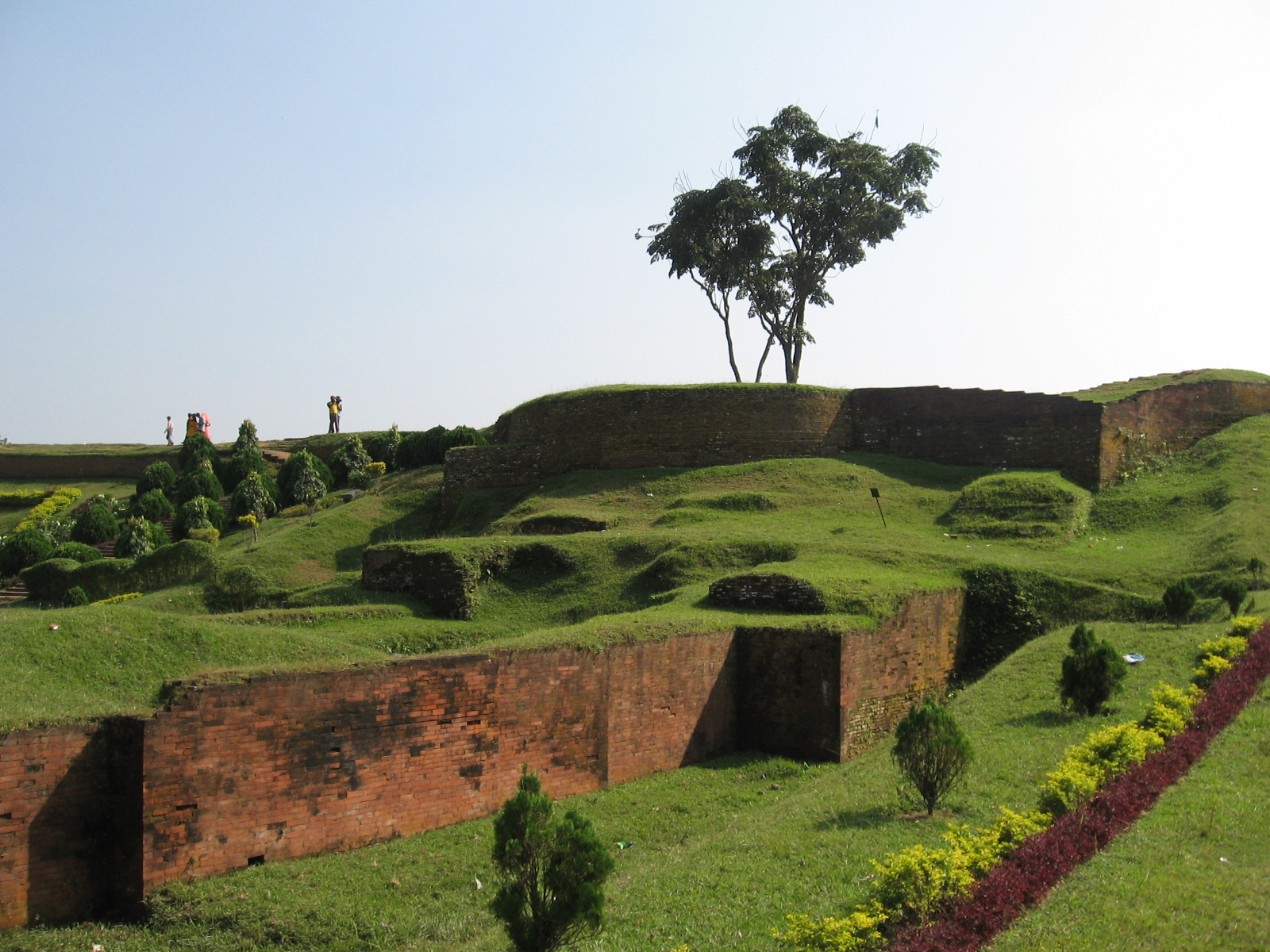
博格拉县城牆遺跡